# Pavillon Envirotron
Le pavillon Envirotron est l'un des bâtiments de l'Université Laval, à Québec. Conceptualisé par les architectes Côté, Chabot, Emile et Gilbert, aujourd'hui CCM2 architectes. 

## Description
Le pavillon Envirotron abrite le Centre de recherche en horticulture.

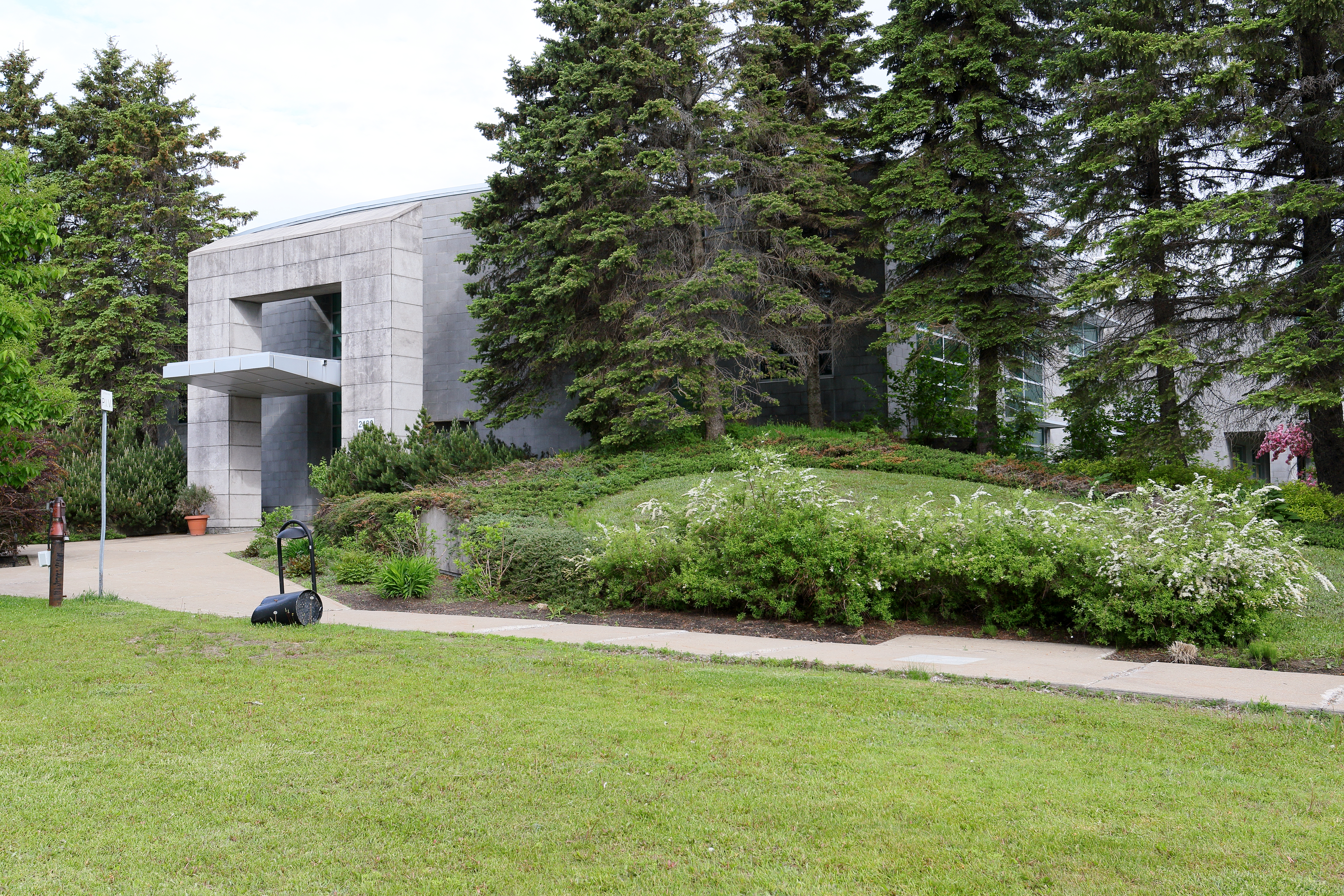
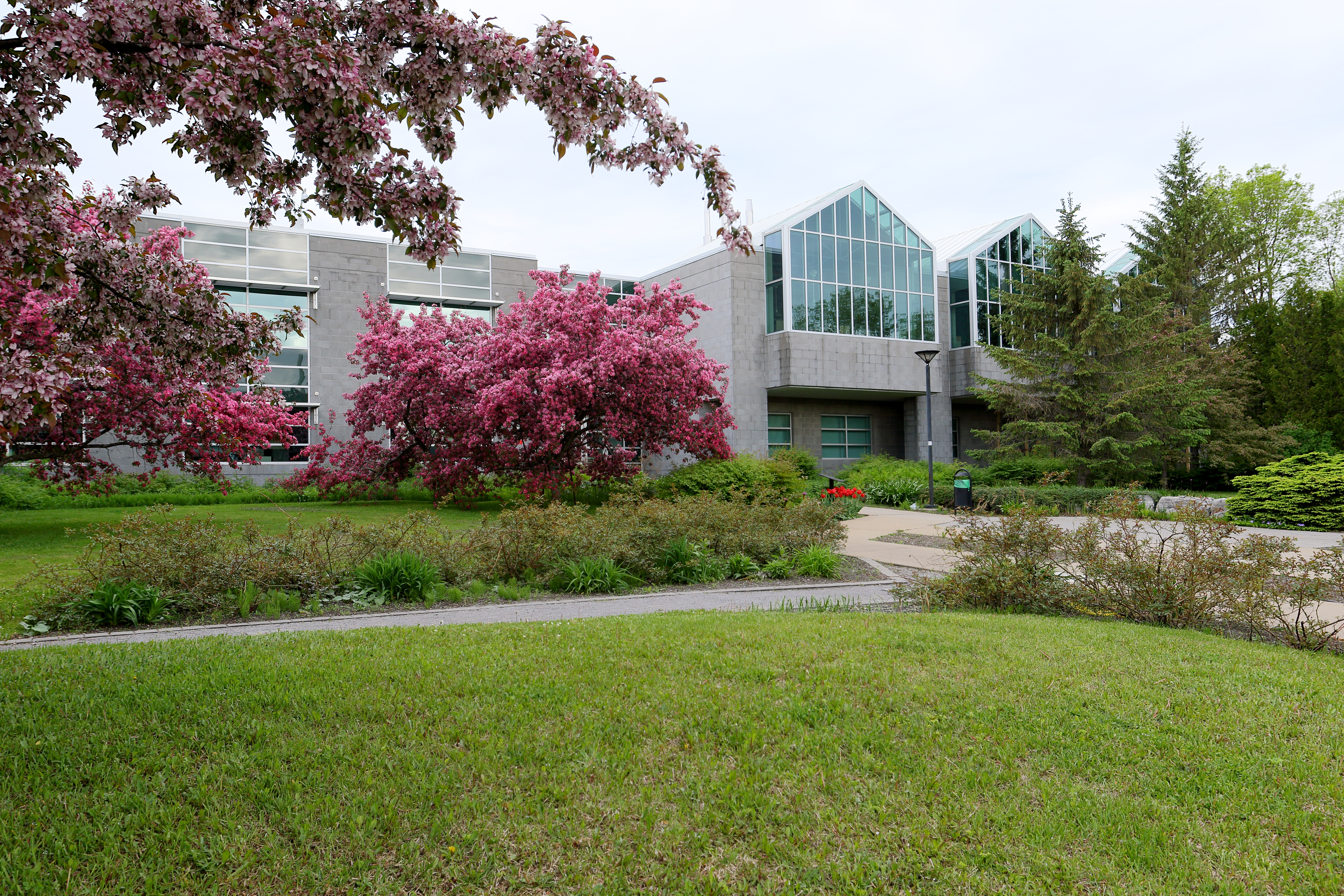
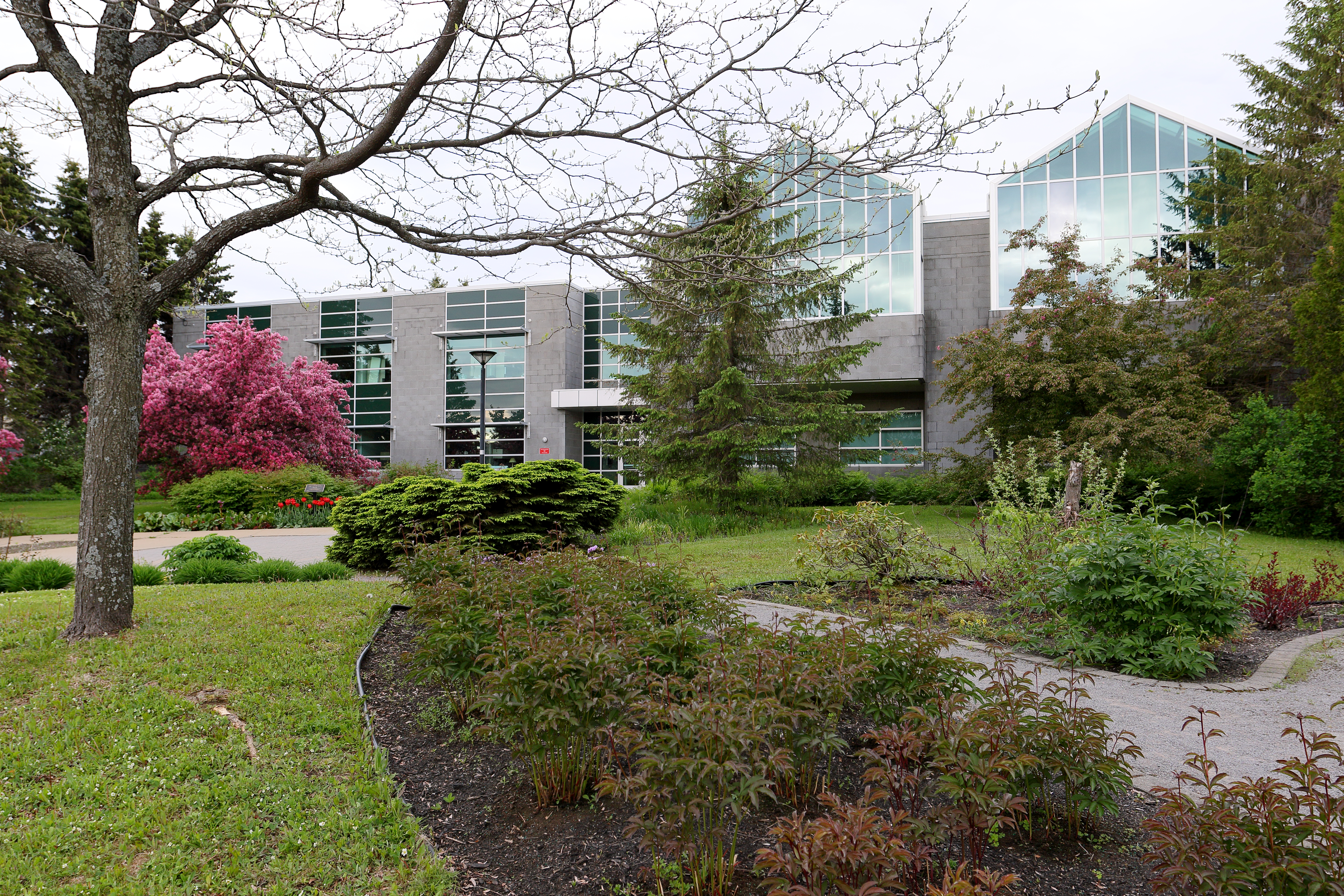
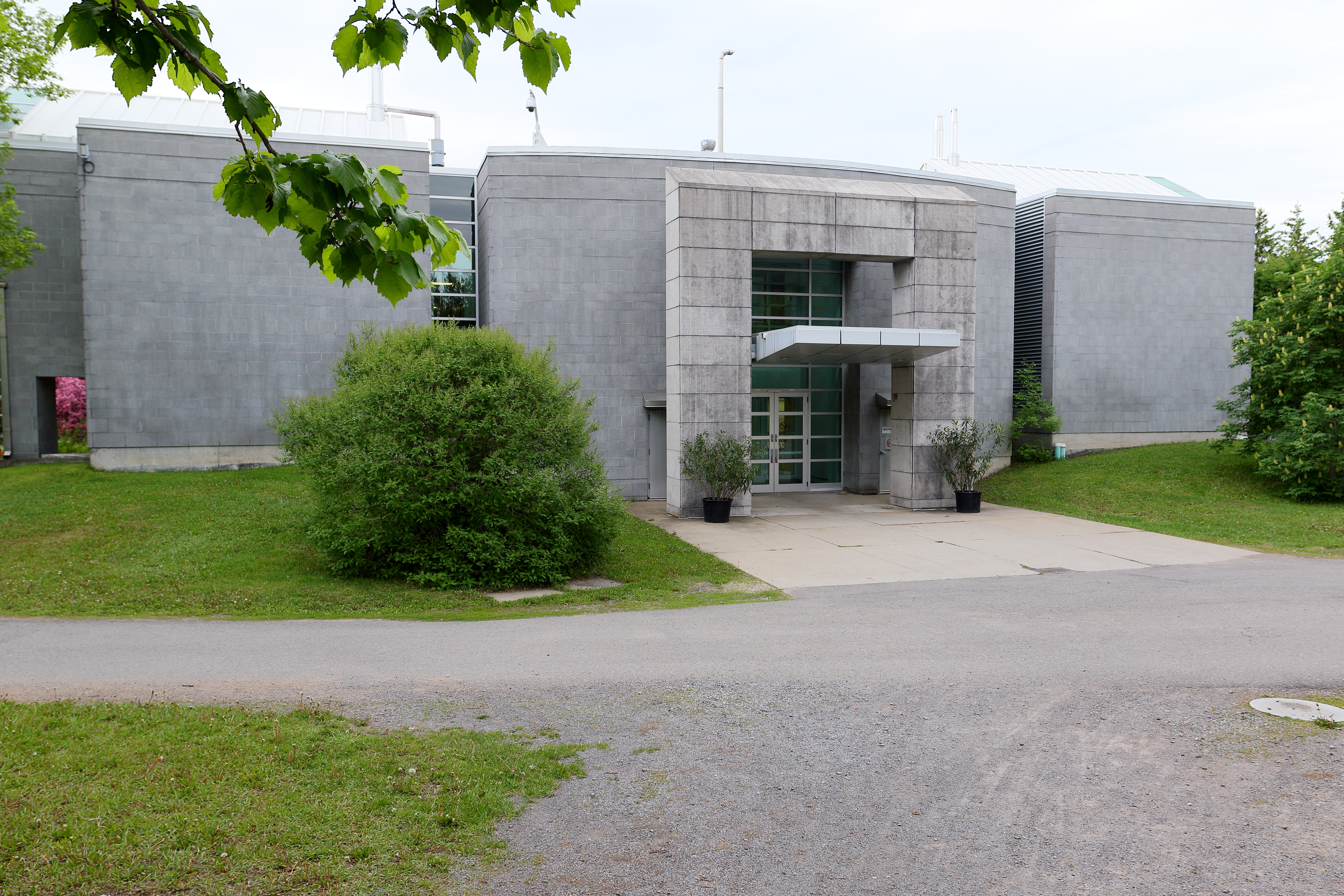

## Art public
À l'extérieur du côté sud du pavillon, une sculpture d'Hélène Rochette — Carrefour — composée de trois éléments est située de part et d'autre d'une intersection formée par un trottoir et un sentier.

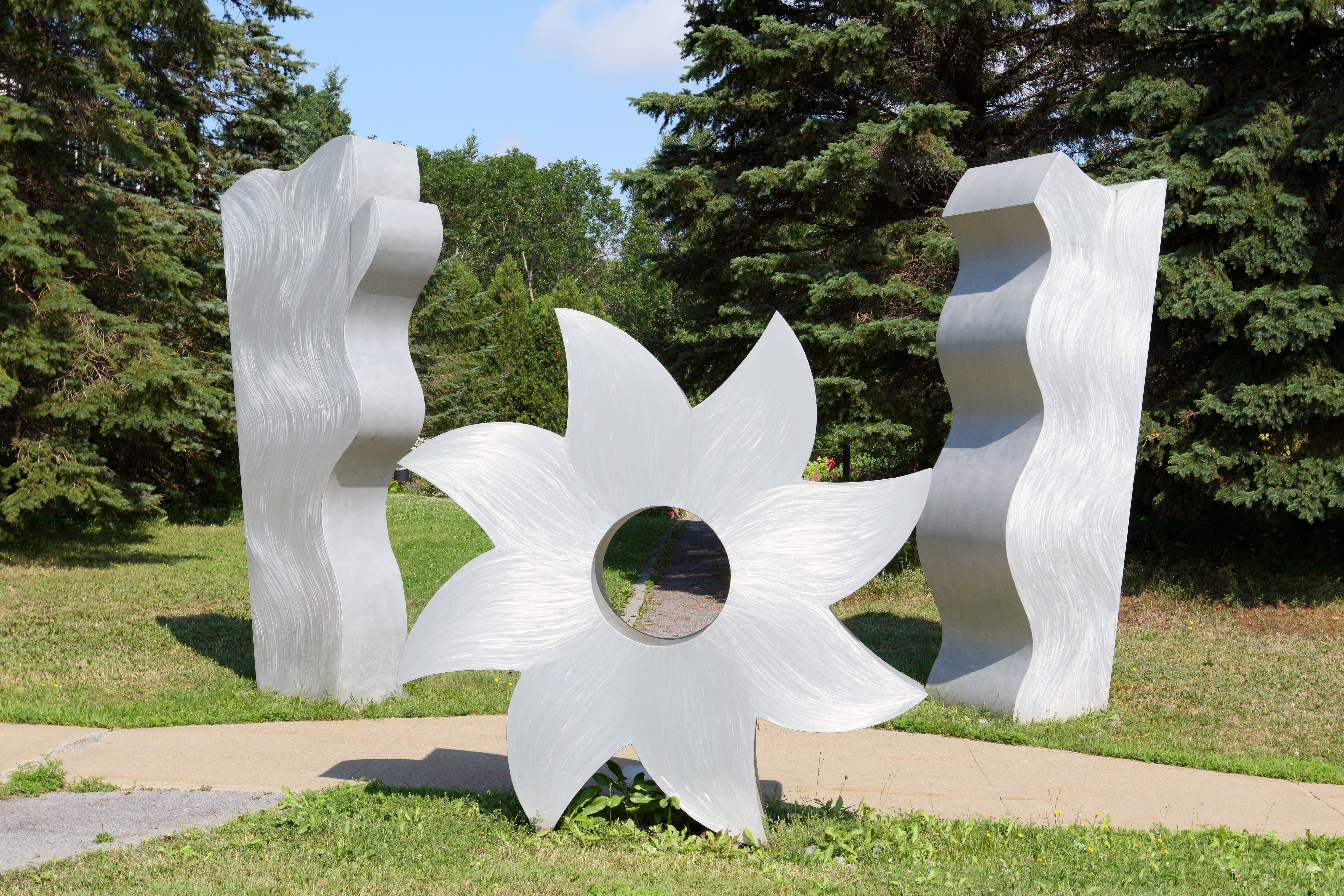
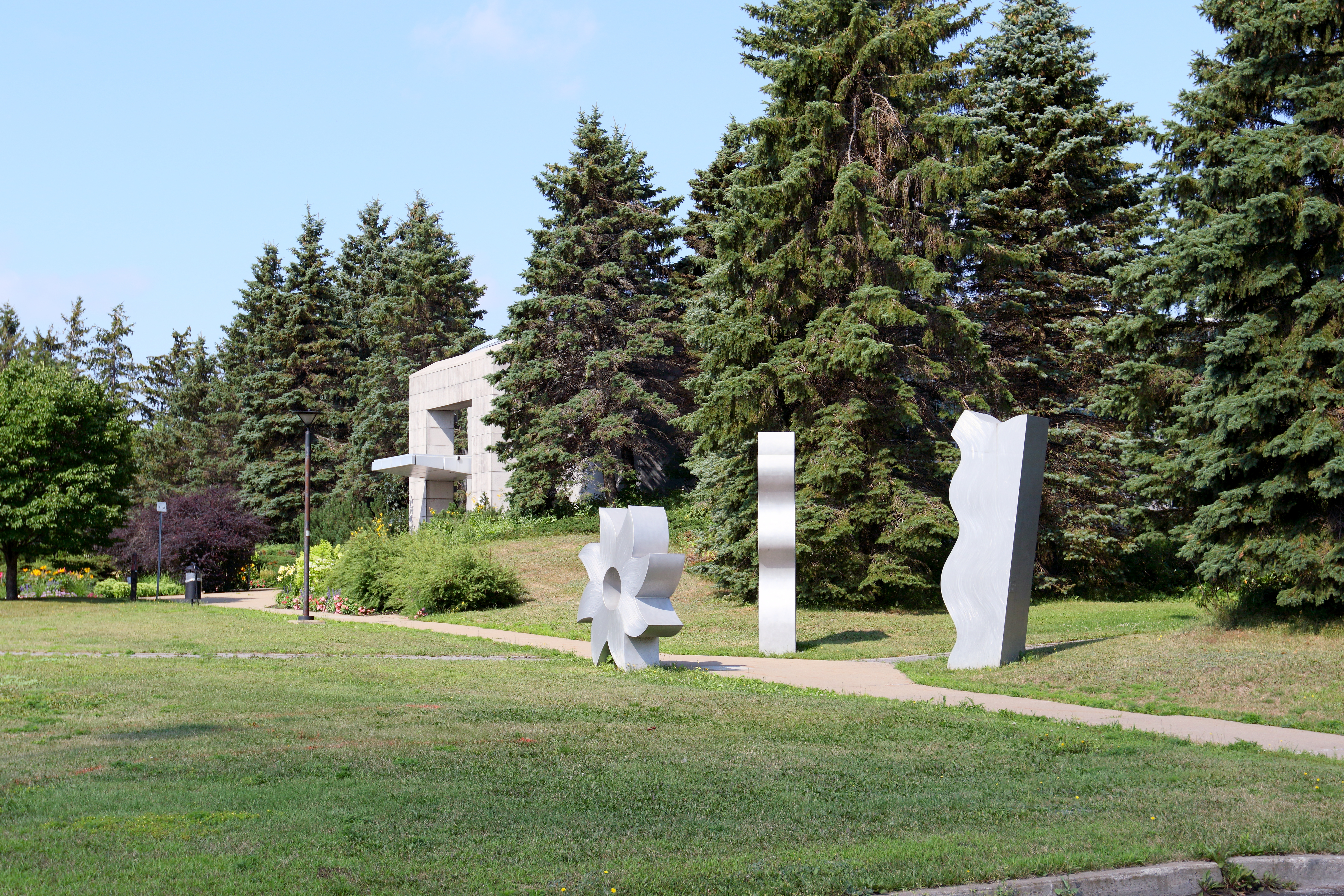
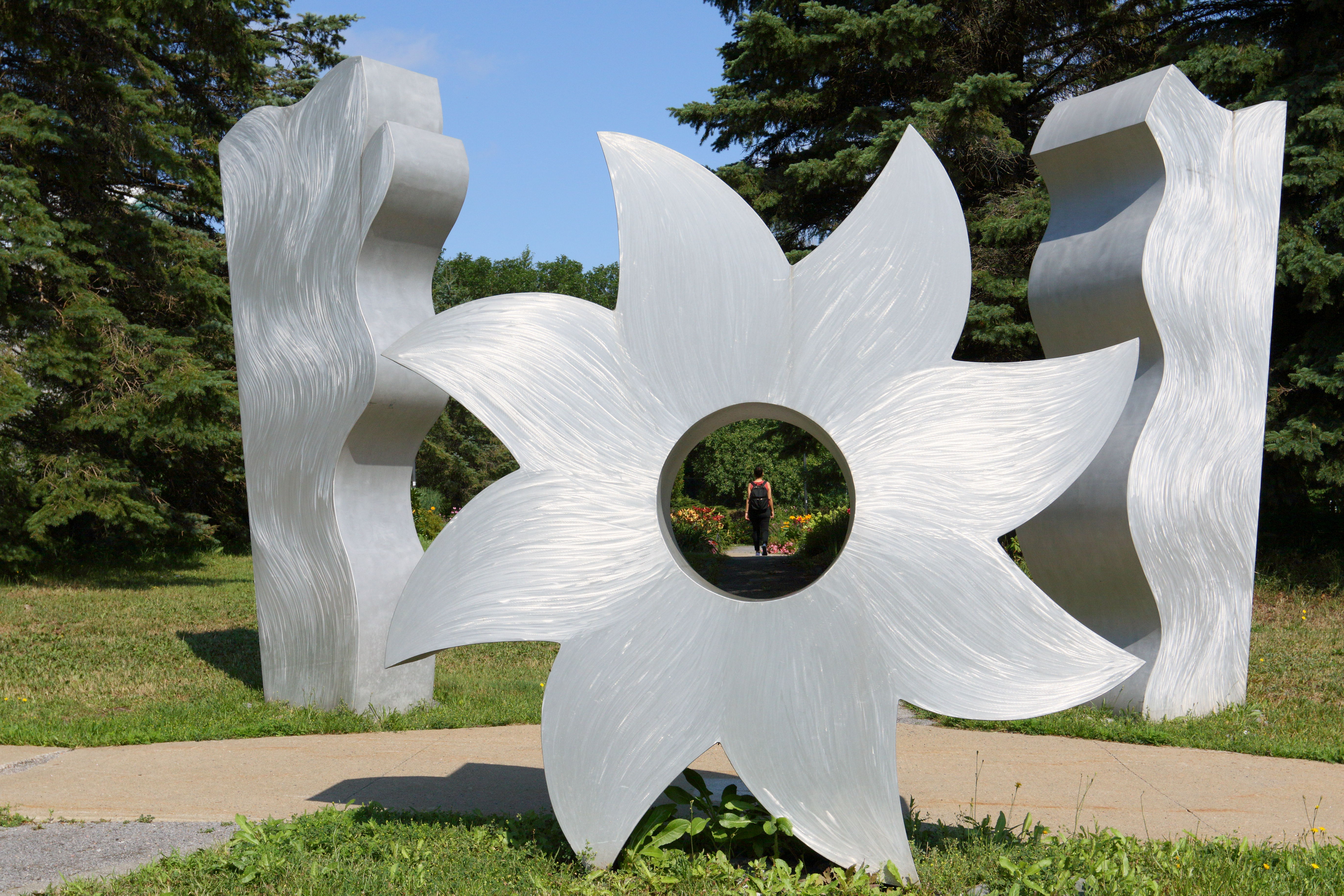